# Větrný mlýn (Štípa)
Větrný mlýn holandského typu se nachází v obci Štípa, okres Zlín. Byl zapsán do Ústředního seznamu kulturních památek ČR. Větrný mlýn stojí v nadmořské výšce 340 m v části nazývané Pod Větřákem na jižním úpatí Hostýnských vrchů. Podle majitele a přímých potomků se mu také říká Kovářův větřák.

## Historie
Mlýn byl postaven v letech 1858–1860 Kristiánem Kovářem a jeho synem Josefem. Stavební materiál vozili z blízkého lomu. Byl v provozu až do roku 1941, kdy byl úředně zapečetěn. I přes tuto překážku tajně mlel obilí v noci. Po ukončení druhé světové války byla činnost mlýna obnovena, mlelo se však jen příležitostně a v padesátých letech 20. století byla činnost ukončena definitivně. V roce 1947 majitel požadoval zboření mlýna, aby mohl být lomový kámen použit na opravu válkou zničeného obytného domu. Památkový úřad v Brně demolici nepovolil, chátrající mlýn byl nakonec znárodněn (1964). Mlýn byl průběžně opravován. V roce 1989 byl navrácen potomkům posledního mlynáře Rudolfa Kováře. V roce 1998 vichřice ulomils křídlo, ale větrné kolo bylo záhy opraveno. Mlýn slouží jako soukromé muzeum.

## Popis
Větrný mlýn je třípodlažní válcová zděná stavba na kruhovém půdorysu, zakončená osmibokou jehlanovou střechou s vikýřem, kterým je vyvedena hřídel větrného. Střecha krytá šindelem. Větrné kolo má čtyři křídla, průměr kola je 10 m, plocha lopatky 5,6 m². Mlýn je 8,5 m vysoký s průměrem 5,9 metrů. Stavební materiálem je lomový kámen a pálená cihla.
Ve mlýně je zachovalé jedno mlýnské složení. Palečnicové dřevěné kolo o průměru 2 m má 68 zubů. Na svislé hřídeli byly přídavné řemenové náhony pro síto moučnice a okružní pilu. Na moučnici je datace 1860. 